# Cuphea crulsiana
Cuphea crulsiana är en fackelblomsväxtart som beskrevs av Emil Bernhard Koehne. Cuphea crulsiana ingår i släktet blossblommor, och familjen fackelblomsväxter. Inga underarter finns listade i Catalogue of Life.